# Vòng loại Giải vô địch bóng đá thế giới 2014 – Khu vực châu Âu (Bảng B)

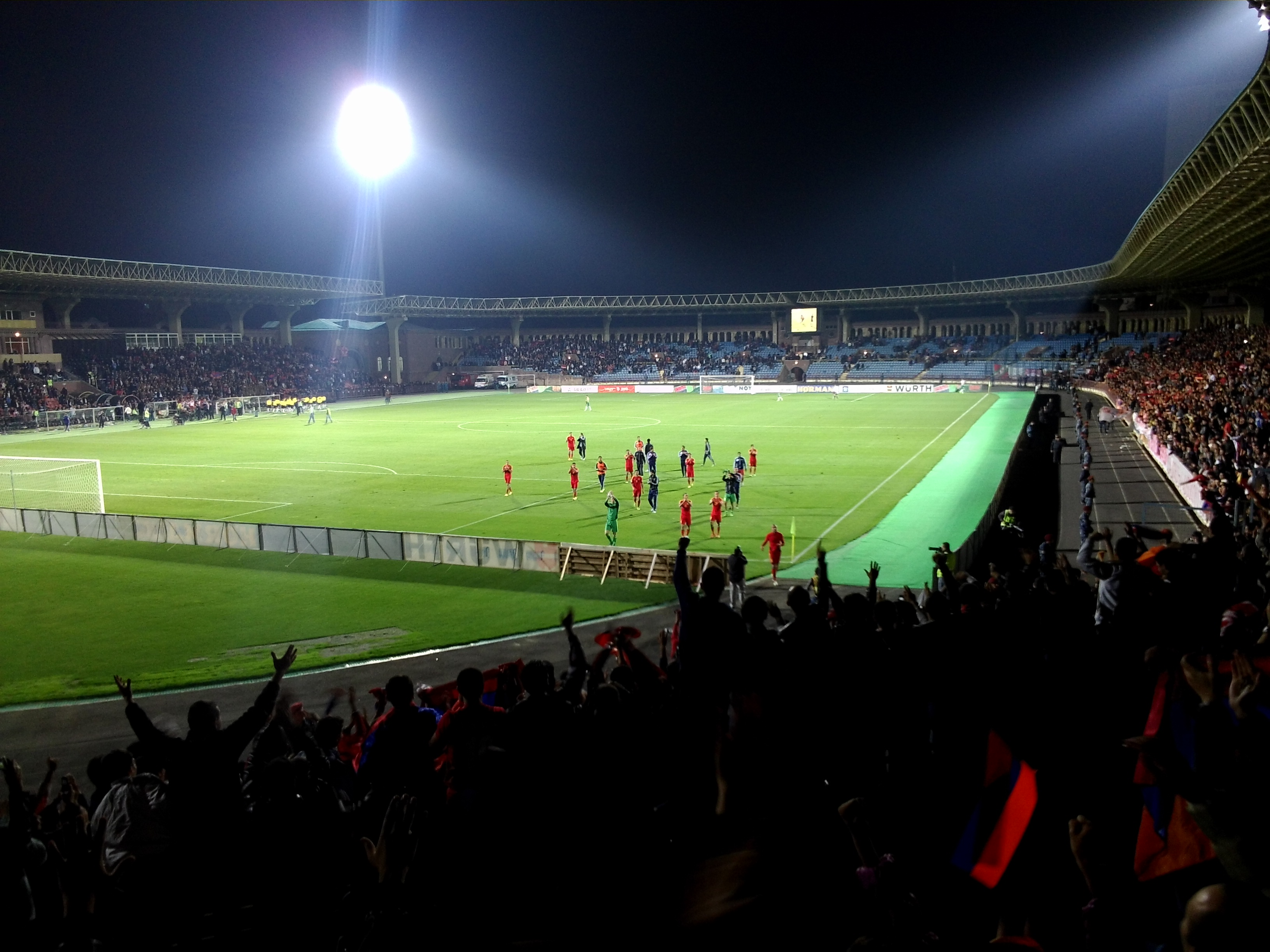
Armenia vs Bulgaria

Dưới đây là kết quả các trận đấu trong khuôn khổ bảng B - vòng loại giải vô địch bóng đá thế giới 2014 - khu vực châu Âu. 6 đội bóng châu Âu bao gồm Ý, Đan Mạch, Cộng hòa Séc, Bulgaria, Armenia và Malta, thi đấu trong hai năm 2012 và 2013, theo thể thức lượt đi-lượt về, vòng tròn tính điểm, lấy hai đội đầu bảng tham gia vòng chung kết.
Sau khi kết thúc vòng loại, Ý đã chính thức giành quyền tham dự World Cup 2014 và do có thành tích kém nhất trong số 9 đội nhì bảng nên Đan Mạch không giành được vé dự play-off.

## Bảng xếp hạng
| Đội      | ST | T | H | B | BT | BB | HS  | Đ  |  | Ý   | Đan Mạch | Séc | Bulgaria | Armenia | Malta |
| -------- | -- | - | - | - | -- | -- | --- | -- |  | --- | -------- | --- | -------- | ------- | ----- |
| Ý (Q)    | 10 | 6 | 4 | 0 | 19 | 9  | +10 | 22 |  | —   | 3–1      | 2–1 | 1–0      | 2–2     | 2–0   |
| Đan Mạch | 10 | 4 | 4 | 2 | 17 | 12 | +5  | 16 |  | 2–2 | —        | 0–0 | 1–1      | 0–4     | 6–0   |
| Séc      | 10 | 4 | 3 | 3 | 13 | 9  | +4  | 15 |  | 0–0 | 0–3      | —   | 0–0      | 1–2     | 3–1   |
| Bulgaria | 10 | 3 | 4 | 3 | 14 | 9  | +5  | 13 |  | 2–2 | 1–1      | 0–1 | —        | 1–0     | 6–0   |
| Armenia  | 10 | 4 | 1 | 5 | 12 | 13 | −1  | 13 |  | 1–3 | 0–1      | 0–3 | 2–1      | —       | 0–1   |
| Malta    | 10 | 1 | 0 | 9 | 5  | 28 | −23 | 3  |  | 0–2 | 1–2      | 1–4 | 1–2      | 0–1     | —     |

## Kết quả
Lịch thi đấu của bảng B đã được quyết định sau cuộc họp tại Praha, Cộng hòa Séc, vào ngày 28 tháng 11 năm 2011.
| Malta | 0–1      | Armenia      |
| ----- | -------- | ------------ |
|       | Chi tiết | Sarkisov 70' |

| Bulgaria                     | 2–2      | Ý                |
| ---------------------------- | -------- | ---------------- |
| Manolev 30' · G. Milanov 66' | Chi tiết | Osvaldo 36', 40' |

| Đan Mạch | 0–0      | Séc |
| -------- | -------- | --- |
|          | Chi tiết |     |

| Bulgaria    | 1–0      | Armenia |
| ----------- | -------- | ------- |
| Manolev 43' | Chi tiết |         |

| Ý                        | 2–0      | Malta |
| ------------------------ | -------- | ----- |
| Destro 5' · Peluso 90+2' | Chi tiết |       |

| Séc                                          | 3–1      | Malta      |
| -------------------------------------------- | -------- | ---------- |
| Gebre Selassie 34' · Pekhart 52' · Rezek 67' | Chi tiết | Briffa 38' |

| Armenia        | 1–3      | Ý                                              |
| -------------- | -------- | ---------------------------------------------- |
| Mkhitaryan 28' | Chi tiết | Pirlo 11' (ph.đ.) · De Rossi 64' · Osvaldo 82' |

| Bulgaria    | 1–1      | Đan Mạch     |
| ----------- | -------- | ------------ |
| Rangelov 7' | Chi tiết | Bendtner 40' |

| Séc | 0–0      | Bulgaria |
| --- | -------- | -------- |
|     | Chi tiết |          |

| Ý                                            | 3–1    | Đan Mạch    |
| -------------------------------------------- | ------ | ----------- |
| Montolivo 34' · De Rossi 37' · Balotelli 54' | Report | Kvist 45+1' |

| Bulgaria                                                      | 6–0      | Malta |
| ------------------------------------------------------------- | -------- | ----- |
| Tonev 6', 38', 68' · I. Popov 47' · Gargorov 55' · Ivanov 78' | Chi tiết |       |

| Séc | 0–3      | Đan Mạch                               |
| --- | -------- | -------------------------------------- |
|     | Chi tiết | Cornelius 57' · Kjær 67' · Zimling 83' |

| Armenia | 0–3      | Séc                          |
| ------- | -------- | ---------------------------- |
|         | Chi tiết | Vydra 47', 81' · Kolář 90+4' |

| Đan Mạch          | 1–1      | Bulgaria    |
| ----------------- | -------- | ----------- |
| Agger 63' (ph.đ.) | Chi tiết | Manolev 51' |

| Malta | 0–2      | Ý                         |
| ----- | -------- | ------------------------- |
|       | Chi tiết | Balotelli 8' (ph.đ.), 45' |

| Armenia | 0–1      | Malta     |
| ------- | -------- | --------- |
|         | Chi tiết | Mifsud 8' |

| Séc | 0–0      | Ý |
| --- | -------- | - |
|     | Chi tiết |   |

| Đan Mạch | 0–4      | Armenia                                          |
| -------- | -------- | ------------------------------------------------ |
|          | Chi tiết | Movsisyan 1', 59' · Özbiliz 19' · Mkhitaryan 82' |

| Séc         | 1–2      | Armenia                         |
| ----------- | -------- | ------------------------------- |
| Rosický 70' | Chi tiết | Mkrtchyan 30' · Ghazaryan 90+2' |

| Malta      | 1–2      | Đan Mạch                            |
| ---------- | -------- | ----------------------------------- |
| Failla 38' | Chi tiết | Andreasen 2' · Camilleri 52' (l.n.) |

| Ý             | 1–0      | Bulgaria |
| ------------- | -------- | -------- |
| Gilardino 38' | Chi tiết |          |

| Armenia | 0–1      | Đan Mạch          |
| ------- | -------- | ----------------- |
|         | Chi tiết | Agger 73' (ph.đ.) |

| Malta       | 1–2      | Bulgaria                   |
| ----------- | -------- | -------------------------- |
| Herrera 77' | Chi tiết | Dimitrov 9' · Gargorov 59' |

| Ý                                     | 2–1    | Séc       |
| ------------------------------------- | ------ | --------- |
| Chiellini 51' · Balotelli 54' (ph.đ.) | Report | Kozák 19' |

| Armenia                       | 2–1      | Bulgaria  |
| ----------------------------- | -------- | --------- |
| Özbiliz 45+1' · Movsisyan 87' | Chi tiết | Popov 61' |

| Malta      | 1–4      | Séc                                                  |
| ---------- | -------- | ---------------------------------------------------- |
| Mifsud 47' | Chi tiết | Hübschman 3' · Lafata 34' · Kadlec 51' · Pekhart 90' |

| Đan Mạch            | 2–2      | Ý                            |
| ------------------- | -------- | ---------------------------- |
| Bendtner 45+1', 79' | Chi tiết | Osvaldo 28' · Aquilani 90+1' |

| Bulgaria | 0–1      | Séc        |
| -------- | -------- | ---------- |
|          | Chi tiết | Dočkal 51' |

| Đan Mạch                                                                        | 6–0      | Malta |
| ------------------------------------------------------------------------------- | -------- | ----- |
| Rasmussen 8', 74' · Agger 11' (ph.đ.), 39' (ph.đ.) · Bjelland 28' · Nielsen 84' | Chi tiết |       |

| Ý                            | 2–2      | Armenia                       |
| ---------------------------- | -------- | ----------------------------- |
| Florenzi 24' · Balotelli 76' | Chi tiết | Movsisyan 4' · Mkhitaryan 70' |

Notes
1. ↑  Trận đấu giữa Bulgaria và Malta phải thi đấu mà không có khán giả do lệnh trừng phạt áp đặt bởi FIFA do sự phân biệt chủng tộc tụng kinh bằng cách ủng hộ Bulgaria.[4]

## Danh sách cầu thủ ghi bàn
5 bàn
| - Mario Balotelli |

4 bàn
| - Yura Movsisyan | - Daniel Agger | - Pablo Daniel Osvaldo |

3 bàn
| - Henrikh Mkhitaryan - Stanislav Manolev | - Aleksandar Tonev | - Nicklas Bendtner |

2 bàn
| - Aras Özbiliz - Emil Gargorov - Ivelin Popov | - Tomáš Pekhart - Matěj Vydra - Morten Rasmussen | - Daniele De Rossi - Michael Mifsud |  |

1 bàn
| - Gevorg Ghazaryan - Karlen Mkrtchyan - Artur Sarkisov - Radoslav Dimitrov - Ivan Ivanov - Georgi Milanov - Dimitar Rangelov - Bořek Dočkal - Theodor Gebre Selassie - Daniel Kolář - Libor Kozák - Jan Rezek | - Tomáš Rosický - Tomáš Hübschman - David Lafata - Václav Kadlec - Leon Andreasen - Andreas Bjelland - Andreas Cornelius - Simon Kjær - William Kvist - Nicki Bille Nielsen - Niki Zimling | - Giorgio Chiellini - Mattia Destro - Alessandro Florenzi - Alberto Gilardino - Riccardo Montolivo - Federico Peluso - Andrea Pirlo - Alberto Aquilani - Roderick Briffa - Clayton Failla - Edward Herrera |

phản lưới nhà
| - Ryan Camilleri (trong trận gặp Đan Mạch) |

## Thẻ phạt
| Pos | Cầu thủ              | Quốc gia | Thẻ vàng | Thẻ đỏ | Treo giò(es)                                                            | Ghi chú |
| --- | -------------------- | -------- | -------- | ------ | ----------------------------------------------------------------------- | --- |
| DF  | Ivan Bandalovski     | Bulgaria | 2        | 1      | vs Đan Mạch (12 tháng 10 năm 2012)                                      | Đuổi khỏi sân trong trận vòng loại giải vô địch bóng đá thế giới 2014                                                                 |
| MF  | Gevorg Ghazaryan     | Armenia  | 2        | 1      | vs Ý (12 tháng 10 năm 2012)                                             | Vắng mặt trong 2 trận vòng loại giải vô địch bóng đá thế giới 2014                                                                    |
| FW  | Mario Balotelli      | Ý        | 3        | 1      | vs Bulgaria (6 tháng 9 năm 2013)                                        | Đuổi khỏi sân trong trận vòng loại giải vô địch bóng đá thế giới 2014                                                                 |
| FW  | Marcos Pizzelli      | Armenia  | 0        | 1      | vs Ý (12 tháng 10 năm 2012)                                             | Đuổi khỏi sân trong trận vòng loại giải vô địch bóng đá thế giới 2014                                                                 |
| FW  | Pablo Daniel Osvaldo | Ý        | 0        | 1      | vs Armenia (12 tháng 10 năm 2012) vs Malta (26 tháng 3 năm 2013)        | Đuổi khỏi sân trong trận vòng loại giải vô địch bóng đá thế giới 2014                                                                 |
| DF  | Sargis Hovsepyan     | Armenia  | 2        | 0      | vs Ý (12 tháng 10 năm 2012)                                             | Vắng mặt trong 2 trận vòng loại giải vô địch bóng đá thế giới 2014                                                                    |
| FW  | Andreas Cornelius    | Đan Mạch | 2        | 0      | vs Ý (16 tháng 10 năm 2012)                                             | Vắng mặt trong 2 trận vòng loại giải vô địch bóng đá thế giới 2014                                                                    |
| MF  | William Kvist        | Đan Mạch | 3        | 0      | vs Cộng hòa Séc (23 tháng 3 năm 2013)                                   | Vắng mặt trong 2 trận vòng loại giải vô địch bóng đá thế giới 2014                                                                    |
| MF  | Karlen Mkrtchyan     | Armenia  | 2        | 0      | vs Cộng hòa Séc (26 tháng 3 năm 2013)                                   | Vắng mặt trong 2 trận vòng loại giải vô địch bóng đá thế giới 2014                                                                    |
| DF  | Hrayr Mkoyan         | Armenia  | 2        | 0      | vs Cộng hòa Séc (26 tháng 3 năm 2013)                                   | Vắng mặt trong 2 trận vòng loại giải vô địch bóng đá thế giới 2014                                                                    |
| MF  | Arthur Yedigaryan    | Armenia  | 5        | 0      | vs Cộng hòa Séc (26 tháng 3 năm 2013) vs Đan Mạch (10 tháng 9 năm 2013) | Vắng mặt trong 2 trận vòng loại giải vô địch bóng đá thế giới 2014 Vắng mặt trong 2 trận vòng loại giải vô địch bóng đá thế giới 2014 |
| MF  | Daniele De Rossi     | Ý        | 2        | 0      | vs Malta (26 tháng 3 năm 2013)                                          | Vắng mặt trong 2 trận vòng loại giải vô địch bóng đá thế giới 2014                                                                    |
| DF  | Yordan Minev         | Bulgaria | 2        | 0      | vs Đan Mạch (26 tháng 3 năm 2013)                                       | Vắng mặt trong 2 trận vòng loại giải vô địch bóng đá thế giới 2014                                                                    |
| FW  | Nicolai Jørgensen    | Đan Mạch | 2        | 0      | vs Armenia (11 tháng 6 năm 2013)                                        | Vắng mặt trong 2 trận vòng loại giải vô địch bóng đá thế giới 2014                                                                    |
| MF  | Georgi Milanov       | Bulgaria | 2        | 0      | vs Ý (6 tháng 9 năm 2013)                                               | Vắng mặt trong 2 trận vòng loại giải vô địch bóng đá thế giới 2014                                                                    |
| DF  | Luke Dimech          | Malta    | 2        | 0      | vs Đan Mạch (6 tháng 9 năm 2013)                                        | Vắng mặt trong 2 trận vòng loại giải vô địch bóng đá thế giới 2014                                                                    |
| DF  | Alex Muscat          | Malta    | 2        | 0      | vs Đan Mạch (6 tháng 9 năm 2013)                                        | Vắng mặt trong 2 trận vòng loại giải vô địch bóng đá thế giới 2014                                                                    |
| MF  | Vladimir Darida      | Séc      | 2        | 0      | vs Armenia (6 tháng 9 năm 2013)                                         | Vắng mặt trong 2 trận vòng loại giải vô địch bóng đá thế giới 2014                                                                    |
| DF  | Robert Arzumanyan    | Armenia  | 3        | 0      | vs Đan Mạch (10 tháng 9 năm 2013)                                       | Vắng mặt trong 2 trận vòng loại giải vô địch bóng đá thế giới 2014                                                                    |
| FW  | Yura Movsisyan       | Armenia  | 3        | 0      | vs Đan Mạch (10 tháng 9 năm 2013)                                       | Vắng mặt trong 2 trận vòng loại giải vô địch bóng đá thế giới 2014                                                                    |
| MF  | Roderick Briffa      | Malta    | 2        | 0      | vs Bulgaria (10 tháng 9 năm 2013)                                       | Vắng mặt trong 2 trận vòng loại giải vô địch bóng đá thế giới 2014                                                                    |
| DF  | Varazdat Haroyan     | Armenia  | 3        | 1      | vs Bulgaria (11 tháng 10 năm 2013)                                      | Đuổi khỏi sân trong trận vòng loại giải vô địch bóng đá thế giới 2014                                                                 |
| MF  | André Schembri       | Malta    | 2        | 0      | vs Cộng hòa Séc (11 tháng 10 năm 2013)                                  | Vắng mặt trong 2 trận vòng loại giải vô địch bóng đá thế giới 2014                                                                    |
| MF  | Daniel Kolář         | Séc      | 2        | 1      | vs Malta (11 tháng 10 năm 2013)                                         | Đuổi khỏi sân trong trận vòng loại giải vô địch bóng đá thế giới 2014                                                                 |
| ST  | Libor Kozák          | Séc      | 2        | 0      | vs Malta (11 tháng 10 năm 2013)                                         | Vắng mặt trong 2 trận vòng loại giải vô địch bóng đá thế giới 2014                                                                    |
| DF  | Yordan Minev         | Bulgaria | 2        | 0      | vs Cộng hòa Séc (15 tháng 10 năm 2013)                                  | Vắng mặt trong 2 trận vòng loại giải vô địch bóng đá thế giới 2014                                                                    |
| MF  | Svetoslav Dyakov     | Bulgaria | 3        | 1      | vs Cộng hòa Séc (15 tháng 10 năm 2013)                                  | Đuổi khỏi sân trong trận vòng loại giải vô địch bóng đá thế giới 2014                                                                 |
| DF  | Nikolay Bodurov      | Bulgaria | 1        | 1      | vs Cộng hòa Séc (15 tháng 10 năm 2013)                                  | Đuổi khỏi sân trong trận vòng loại giải vô địch bóng đá thế giới 2014                                                                 |
| ST  | Michael Mifsud       | Malta    | 2        | 0      | vs Đan Mạch (15 tháng 10 năm 2013)                                      | Vắng mặt trong 2 trận vòng loại giải vô địch bóng đá thế giới 2014                                                                    |
| DF  | Tomáš Sivok          | Séc      | 2        | 0      | vs Bulgaria (15 tháng 10 năm 2013)                                      | Vắng mặt trong 2 trận vòng loại giải vô địch bóng đá thế giới 2014                                                                    |
| MF  | Niki Zimling         | Đan Mạch | 2        | 0      | vs Malta (15 tháng 10 năm 2013)                                         | Vắng mặt trong 2 trận vòng loại giải vô địch bóng đá thế giới 2014                                                                    |
| FW  | Nicklas Bendtner     | Đan Mạch | 2        | 0      | vs Malta (15 tháng 10 năm 2013)                                         | Vắng mặt trong 2 trận vòng loại giải vô địch bóng đá thế giới 2014                                                                    |
| DF  | Nicolai Boilesen     | Đan Mạch | 2        | 0      | vs Malta (15 tháng 10 năm 2013)                                         | Vắng mặt trong 2 trận vòng loại giải vô địch bóng đá thế giới 2014                                                                    |

## Lượng khán giả
| Đội      | Cao nhất | Thấp nhất | Trung bình |
| -------- | -------- | --------- | ---------- |
| Armenia  | 32,000   | 8,500     | 19,976     |
| Bulgaria | 20,780   | 0         | 12,914     |
| Séc      | 18,235   | 10,358    | 14,297     |
| Đan Mạch | 35,305   | 14,784    | 23,988     |
| Ý        | 37,027   | 18,000    | 27,513     |
| Malta    | 18,000   | 3,517     | 10,758     |

Tính đến ngày 6 tháng 9 năm 2013